# Belliardtunnel
De Belliardtunnel is een verkeerstunnel in Brussel. De tunnel ligt onder de Belliardstraat en de Froissartstraat en verbindt de Belliardstraat met de Kortenbergtunnel en de Wettunnel. De splitsing bevindt zich onder het Robert Schumanplein. De Belliardstraat (met de Belliardtunnel) is een belangrijke verkeersader in Brussel voor het verkeer dat de hoofdstad wil verlaten. De tunnel is dan ook volledig ingesteld op eenrichtingsverkeer.
De tunnel werd vernoemd naar de Franse generaal en diplomaat Augustin Daniel Belliard.

## Afbeeldingen

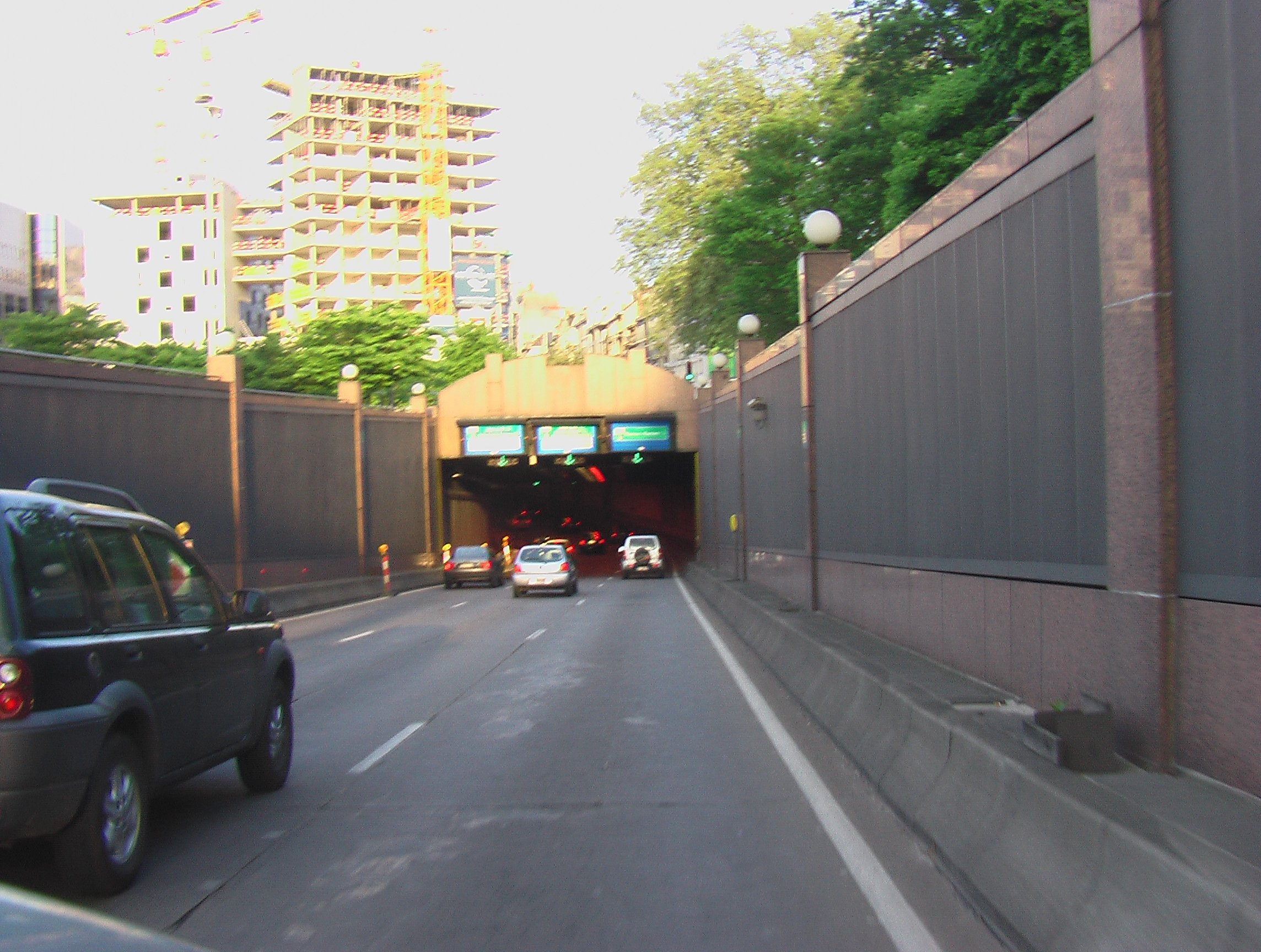
Inrit Belliardtunnel in Belliardstraat
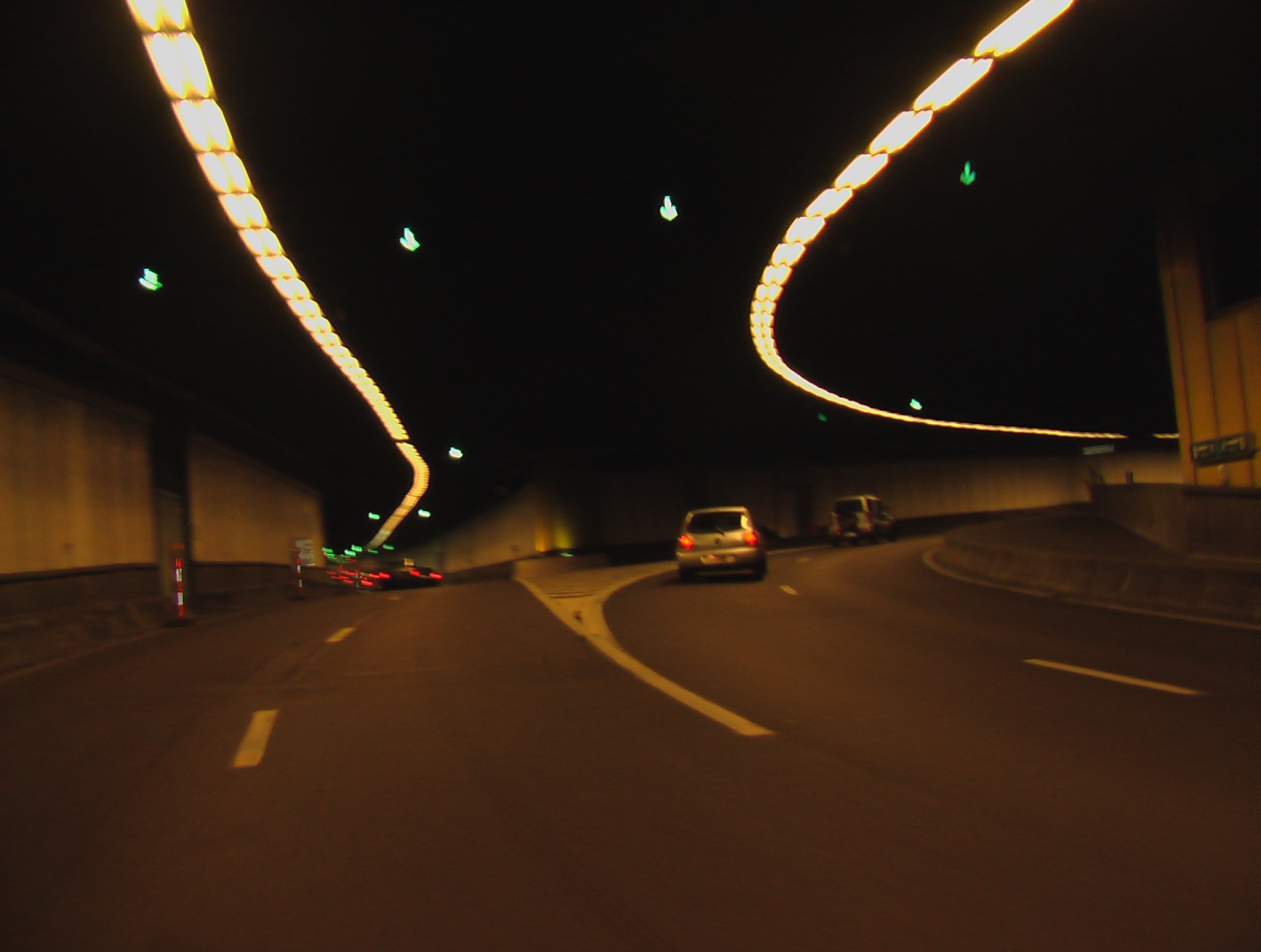
Belliardtunnel aan splitsing; links: Kortenbergtunnel, rechts: Wettunnel

Annie Cordytunnel · Baljuwtunnel · Belliardtunnel · Boileautunnel · Deltatunnel · Georges Henritunnel · Hallepoorttunnel · Jubelparktunnel ·Koninginnetunnel · Kortenbergtunnel · Kruidtuintunnel · Kunst-Wettunnel · Louizatunnel · Madoutunnel · Montgomerytunnel · Naamsepoorttunnel · NAVO-tunnel · Pachecotunnel · Reyerstunnel · Rogiertunnel · Stefaniatunnel · Tervurentunnel · Troontunnel · Van Praettunnel · Vleurgattunnel · Wettunnel · Woluwetunnel